# Indersee
Der Indersee (kasachisch Индер, russisch Инде́р oder Индерское озеро) ist ein abflussloser Salzsee im nördlichen Teil des Gebiets Atyrau in Kasachstan. 

## Geografische Lage
Der Indersee liegt im nördlichen Teil der Kaspischen Senke, 10 km östlich des Flusses Ural. Er hat eine Fläche von 110 km², sein Einzugsgebiet beträgt 425 km². Die Form des Sees ist rund, von Nordwesten nach Südosten leicht verlängert. Der Durchmesser des Sees beträgt 10 bis 13,5 km. Der See hat keine oberirdischen Zuflüsse. Er speist sich aus Salzquellen über Tonschichten sowie Schmelz- und Regenwasser im Frühjahr.
10 km nordwestlich des Sees befindet sich die Siedlung städtischen Typs Inderbor, das Zentrum des Bezirks Inder im Gebiet Atyrau. Im Norden und Nordosten des Sees erheben sich die Inderberge.

## Wirtschaftliche Nutzung
Bereits im 19. Jahrhundert zeigten russische Geologen ein verstärktes Interesse an der Erforschung des Sees und seiner Umgebung. Damals nahm man an, der Indersee könne den gesamten russischen Salzbedarf decken; allerdings konnte er aufgrund seiner Unzugänglichkeit nicht entsprechend ausgebeutet werden.:46 Zumindest seinerzeit trocknete der See zum Ende der warmen Jahreszeit vollständig aus, und sein Grund war dann mit einer Salzschicht bedeckt.:48
Das Wasser des Sees enthält hochwertige Salze, die Kalium, Brom und Bor enthalten. Bis zu 1,5 Millionen Tonnen Salze (hauptsächlich Speisesalz) werden jährlich im See abgelagert. Auskristallisierte Salze werden abgebaut, die Mächtigkeit der Salzschichten beträgt teilweise 10 bis 15 m, nach Angaben der Kasachischen Nationalen Enzyklopädie sogar bis zu 56 m. Der Ton des Seebodens wird für medizinische Zwecke verwendet.
Der See, genauer die nahe seinem Ufer gelegenen Bor- und Salzlagerstätten, gelten als Typlokalität für bisher sieben Minerale (Stand 2021): Hydroboracit, Inderborit, Inderit, Kurgantait, Kurnakovit, Preobrazhenskit und Volkovskit.

## Flora
Erstmals am Indersee entdeckten russische Forscher im 19. Jahrhundert die Pflanzenart Eremurus inderiensis aus der Gattung der Steppenkerzen.